# Boule de foudre (roman)
Pour les articles homonymes, voir Foudre en boule.
Boule de foudre (titre original : 球状闪电) est un roman de science-fiction de Liu Cixin publié en 2004,,,,. Il paraît en France en 2019 chez Actes Sud, dans la collection Exofictions.

## Résumé
Le roman suit l'histoire récitée par Chen, dont le père et la mère ont été tués par une foudre en boule le soir d'orage de son quatorzième anniversaire. Traumatisé, Chen décide de passer sa vie à étudier le phénomène de la foudre en boule, d'abord en obtenant un doctorat en étude des phénomènes atmosphériques, puis en effectuant des recherches sur la foudre et phénomènes apparentés d'abord pour un organisme de recherche public, et ensuite pour l'armée. Il fait la rencontre, notamment, de Lin Yuan, une militaire fascinée par les armes. Leur équipe de recherche arrive à débusquer des boules de foudre puis, à l'aide du physicien théoricien Ding Yi, à capturer ces dernières, à mieux cerner leur nature et à en faire une arme.